# 德里格斯
德里格斯（英語：Driggs）是一個位於美國愛達荷州提頓縣的城市。根據2010年美國人口普查，該地人口為1660人，而該地的面積約為7.71平方千米。同時該地也是提頓縣的縣治。

## 地理
德里格斯的座標為43°43′31″N 111°06′22″W / 43.72528°N 111.10611°W，而該地的平均海拔高度為1862米（即6109英尺）。